# Arroyo (cours d'eau)
Un arroyo est un cours d’eau et plus particulièrement un ruisseau temporaire qui se remplit lorsqu’il pleut. Bien que cette acception soit généralement reconnue, elle ne couvre qu'une partie des sens dans lesquels le terme est employé, son usage s'avérant différent selon les régions du monde.

## Étymologie

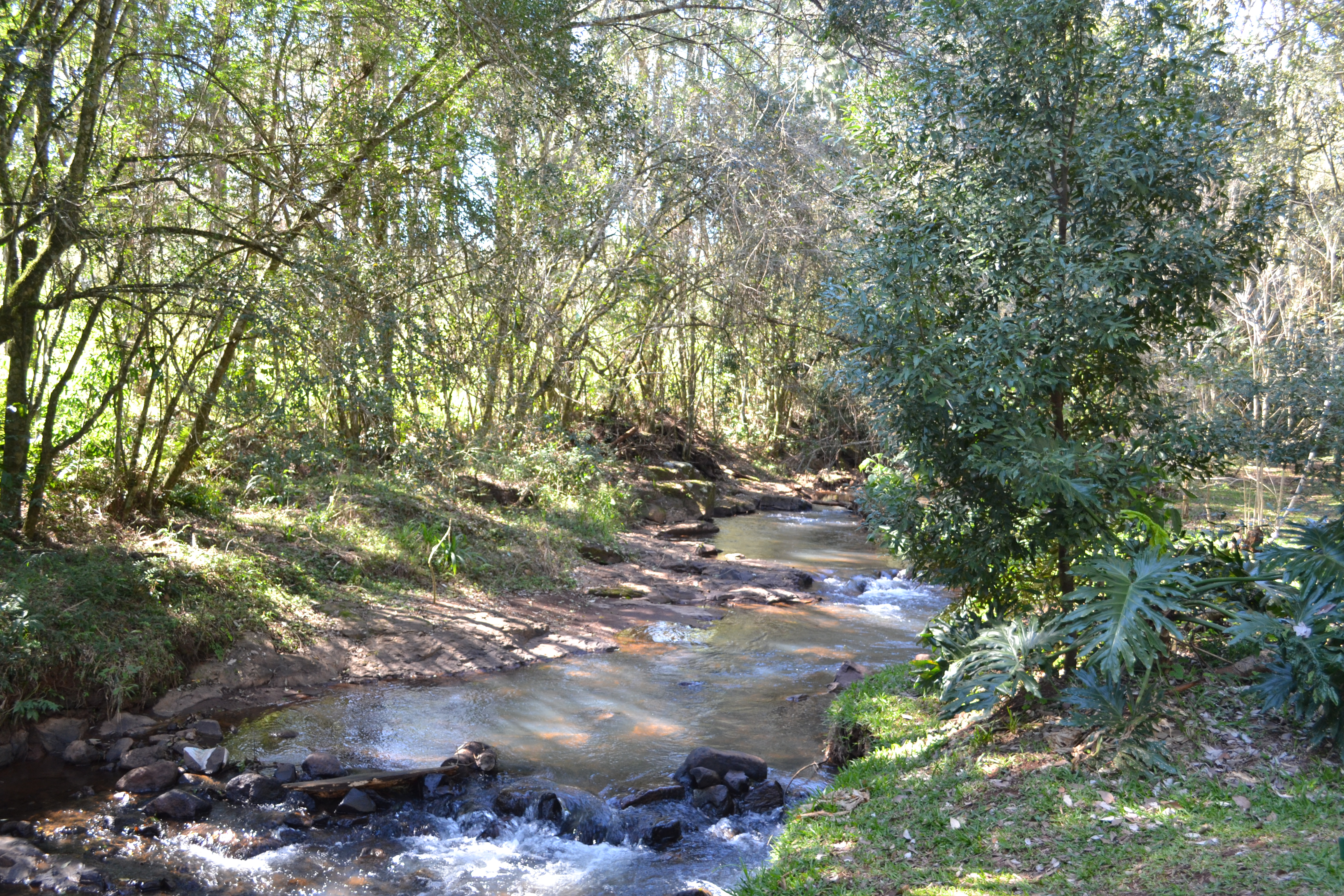
Arroyo Cuñá Pirú dans le Parc Provincial Salto Encantado, province de Misiones, Argentine.

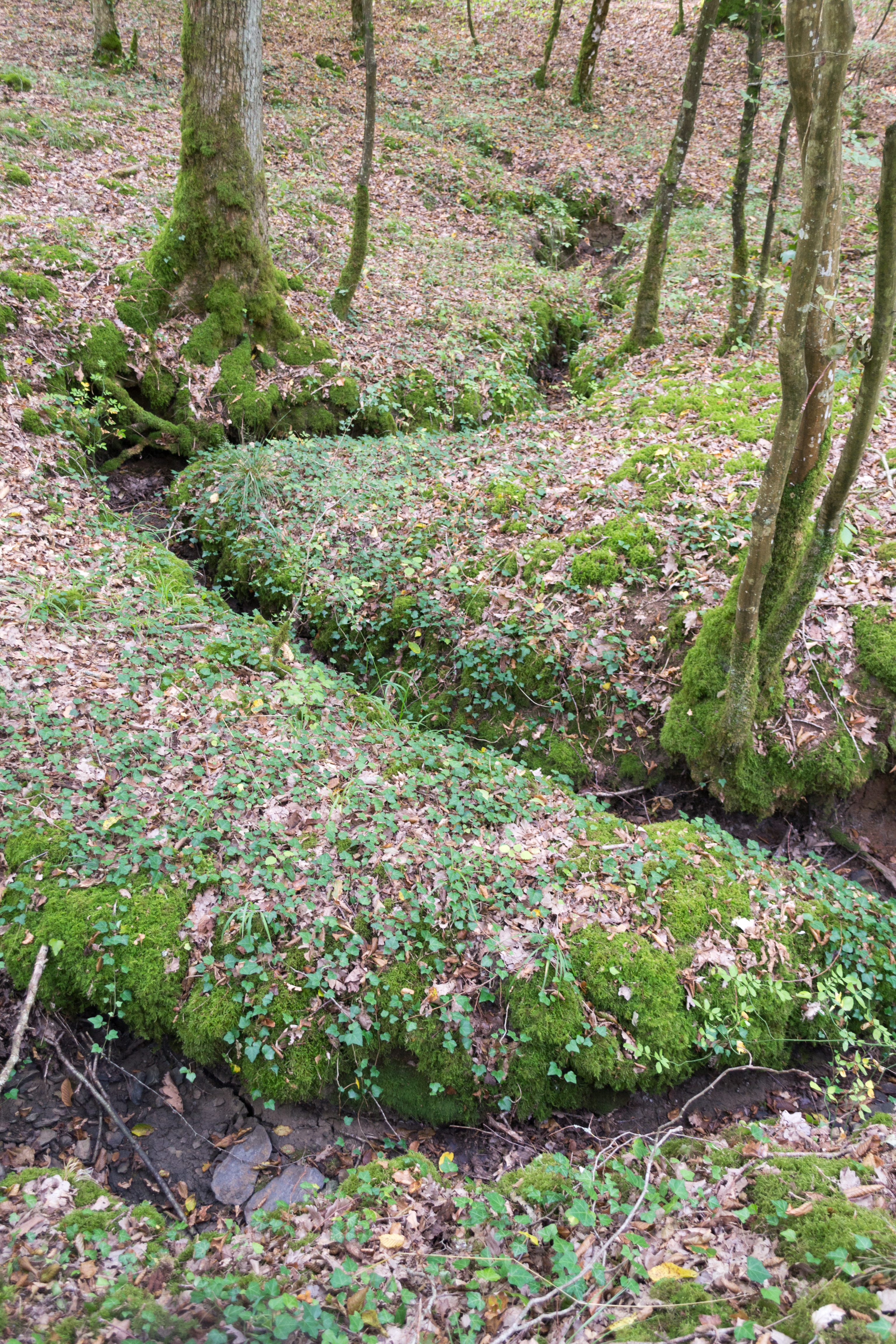
Un arroyo forestier en forêt tempérée.

Arroyo est un mot d'origine espagnole signifiant ruisseau (riachuelo). Il est dérivé du mot latin arrugia signifiant « galerie d'une mine d'or ».
Le mot espagnol arroyuelo, dérivé de arroyo, s'applique dans les sens de ruisseau, ru, petit ruisseau, ruisselet, source, torrent.

## Termes analogues
- Oued : cours d'eau temporaire des régions désertiques et semi-désertiques, telles en Afrique du Nord, alimenté par des pluies rares mais soudaines et puissantes. « Oued » vient de l'arabe وادي  ouadi, désignant la vallée ou le lit d'une rivière à sec ou au cours temporaire.
- Rambla : une rambla est une avenue large bordée d'arbres et généralement munie d'un trottoir central, telle La Rambla de Barcelone. Le mot procède du catalan, par emprunt à l'arabe ramla « sable, terrain sablonneux,  rivière à sec ». Il désigne (au sens premier en catalan) un cours d'eau irrégulier dépendant du régime des pluies, un ravin ou terrain sablonneux.

## Acceptions
En espagnol, arroyo désigne un ruisseau, ou petit cours d'eau de débit faible et variable, qu'il coule tout au long de l'année ou de façon saisonnière.
Par ailleurs, l'Académie royale espagnole ( Real Academia Española) reconnaît les sens de : cours d'eau à faible débit, presque continu ; canal d'écoulement ; partie de la rue par où s'écoulent les eaux ; milieu ou situation misérable et de détresse (forme péjorative) ; affluent ou courant d'un liquide indéterminé (flot de larmes, flot de sang) ; et une acception en usage en Amérique méridionale, soit rivière navigable de faible étendue.
Au temps des colonies françaises en Indochine  le terme « arroyo » fut appliqué à tous les cours d'eau secondaires de la Cochinchine française (Basse-Cochinchine). Il demeure d'usage actuel chez les locuteurs francophones du Viêt Nam. Le Delta du Mékong, fleuve nommé Cuu Long (neuf dragons) au Viêt Nam, pour représenter de façon imagée ses neuf branches, comporte en fait quatre grands fleuves et un réseau inextricable d'innombrables rivières et arroyos.

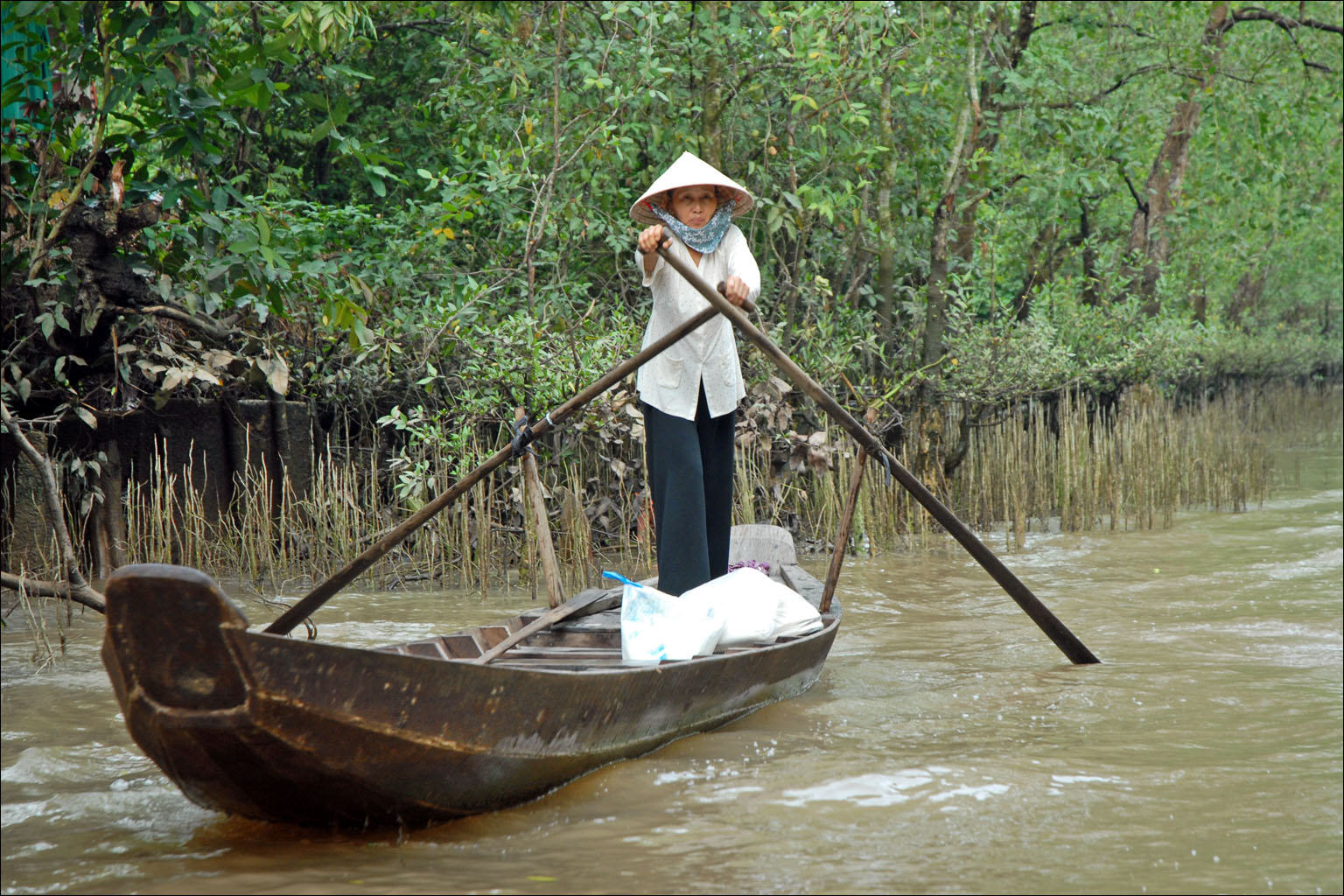
Arroyo dans le delta du Mékong (Viêt Nam).

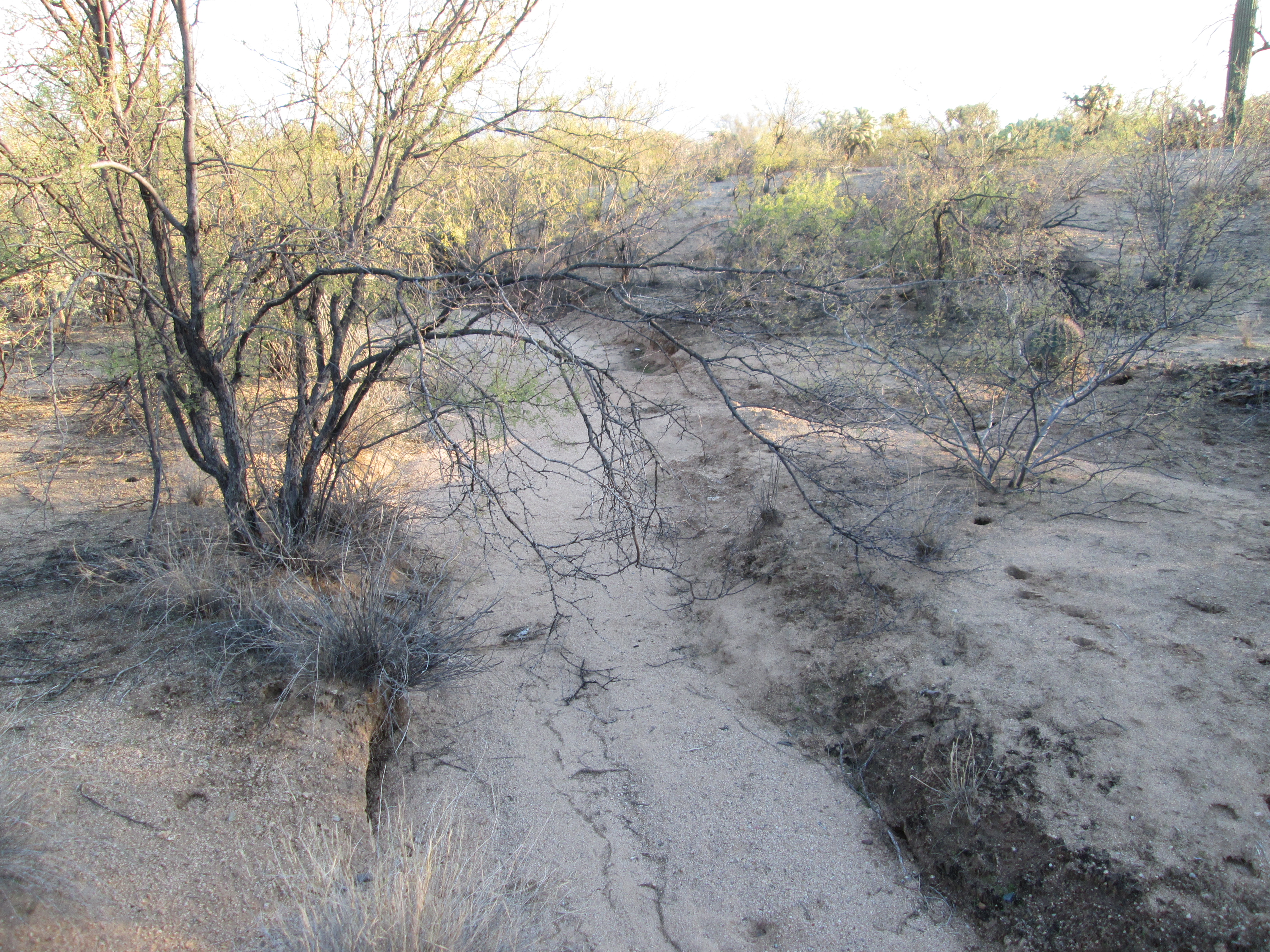
Arroyo Sahuarita asséché, dans le désert de Sonora, Arizona, États-Unis.

La définition du mot arroyo apparaissant au texte en anglais du Wiktionary retient deux acceptions: soit un ruisseau asséché ou son lit, ou un ravin, qui se remplissent et s'écoulent de façon temporaire ou saisonnière, après une averse suffisante ; ou encore tout cours d'eau ou ruisselet, qu'il s'écoule à l'année longue ou de façon saisonnière. Ces acceptions rejoignent celles retenues dans le Sud-Ouest des États-Unis,.
En Amérique latine le terme « arroyo » désigne, selon les pays, un ruisseau pérenne ou temporaire, ou un petit cours d'eau non navigable, ou même de petites rivières navigables dans certains pays comme l'Argentine.

## Processus
Un arroyo est un petit cours d'eau naturel qui s'écoule d'une façon continue ou intermittente, mais  à la différence d'une rivière, a un faible débit, qui peut même disparaître durant la saison sèche, l'été ou l'hiver, dépendant des averses ou de la saison des pluies pour son existence. Il peut se présenter comme un ruisseau asséché ou le lit d'un ravin qui se remplit et s'écoule temporairement ou de façon saisonnière après une averse suffisante. Dans les régions montagneuses ou en forte pente, un arroyo s'apparente à un torrent et se divise en : bassin de réception, chenal d'écoulement  et cône de déjection (ou cône alluvial). Également, tout comme les rivières, les arroyos peuvent se jeter dans la mer, dans un lac ou dans une autre rivière, auxquels cas ils sont désignés affluents de ceux-ci.

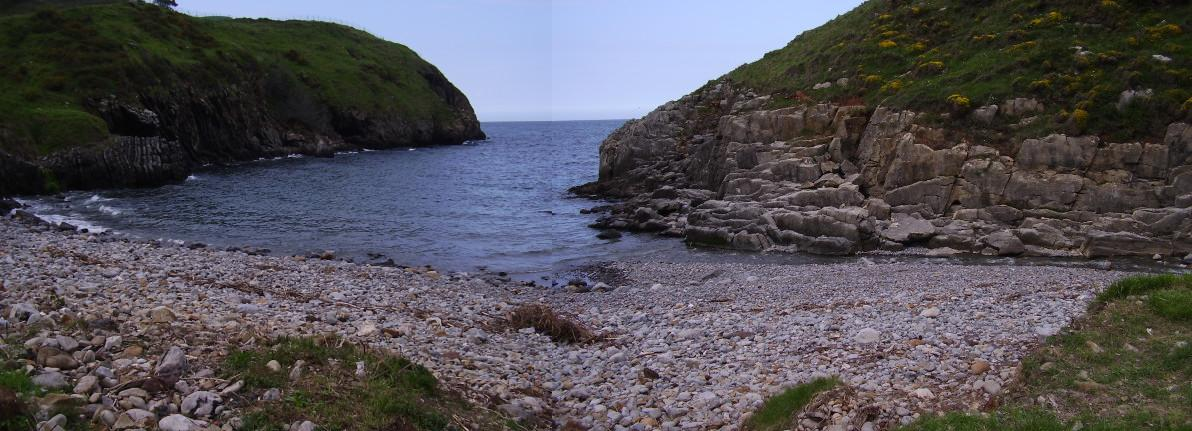
Embouchure de l'arroyo Sabiote dans la rade de Berrón, unique accès praticable vers la mer dans la localité de Ontón (Castro-Urdiales), Espagne.

Les pluies soudaines qui activent le flux d'eau dans les arroyos favorisent grandement les processus d'érosion. De telles pluies créent aussi des ravages en détruisant les murs de boue et les maisons, et en générant des torrents tourbillonnants qui dévalent les oueds du Sahara ou les arroyos des déserts d'Amérique du Nord. Des inondations soudaines peuvent créer de profonds arroyos ou le dépôt de sédiments sur les terres inondées. Ceci peut abaisser le niveau de la nappe phréatique de la région avoisinante, la rendant impropre à l'agriculture. Cependant une nappe phréatique peu profonde dans les vallées désertiques d'arroyos peut réduire le suintement salin et les dépôts alcalins sur le sol arable, rendant possible une agriculture supportée par des canaux d'irrigation.
Les arroyos naturels sont créés par un processus connu sous la locution anglaise arroyo cutting. Ceci survient dans les régions arides comme le Nouveau-Mexique, où les pluies abondantes peuvent conduire à l'élargissement des rivières en découpant le roc environnant créant des ravines qui demeurent sèches toutefois sous des conditions météorologiques normales. Les périodes de tempêtes ne seraient cependant pas la seule cause de l'« arroyo cutting », d'autres facteurs comme les changements climatiques à long terme devant être pris en compte. L'« arroyo cutting » qui s'est produit particulièrement durant les années 1880 à 1910 dans le sud-ouest des États-Unis a causé, par la baisse de la nappe phréatique, de sérieuses conséquences destructrices sur l'agriculture et les pâturages.

## Types selon l'origine et usages
Les arroyos peuvent être des cours d'eau naturels ou des canaux construits pour le contrôle des inondations. Le terme s'applique alors à un terrain en pente ou montagneux sous des climats secs ou désertiques.
Dans l'état du Nouveau-Mexique aux États-Unis, le Doña Ana County Drainage Ordinance définit un arroyo comme un cours d'eau qui conduit un courant intermittent ou éphémère, procurant un drainage primaire pour une zone de terre de 160 000 m2 ou plus ; ou un cours d'eau dont on estime le débit au-delà de 2,8 mètres cubes par seconde selon les résultats des tempêtes de pluie survenant sur une période de 100 ans. De la recherche a été menée selon un modèle hydrologique relatif aux arroyos.
Dans plusieurs communautés rurales les arroyos sont également les principales voies de transport; et dans plusieurs communautés urbaines les arroyos sont aussi des parcs et des sites récréatifs, souvent avec des sentiers linéaires  propices à la randonnée cycliste ou pédestre, ou encore à l'équitation; avec l'usage et par métonymie ces sites reçoivent souvent une dénomination utilisant le mot « arroyo » (comme l'Arroyo Seco Park à South Pasadena en Californie).
Par ailleurs, dans les zones agricoles où le climat impose une irrigation, les fermiers comptent, pour la distribution d'eau, sur la construction d'arroyos, de tranchées, fossés, canaux d'aqueduct et rigoles.
Un exemple de gros arroyo construit se trouve à Albuquerque, au Nouveau-Mexique. Plusieurs kilomètres de canaux de drainage en béton, à ciel ouvert, drainent une région dans une canalisation maîtresse, le  North Diversion Channel, affluent du Rio Grande en amont d'Albuquerque. Depuis la mise en œuvre du projet d'approvisionnement en eau de la ville d'Albuquerque en 2008 (le San Juan-Chama Drinking Water Project), l'excédant du débit d'eau du Rio Grande, au-delà du minimum requis pour le maintien de l'habitat du vairon argenté du Rio Grande, est devenu disponible pour être dérivé pour les besoins en eau potable de la municipalité. Des affiches ont été apposées aux abords des arroyos construits avisant de se tenir à l'écart en raison du risque d'inondation soudaine.

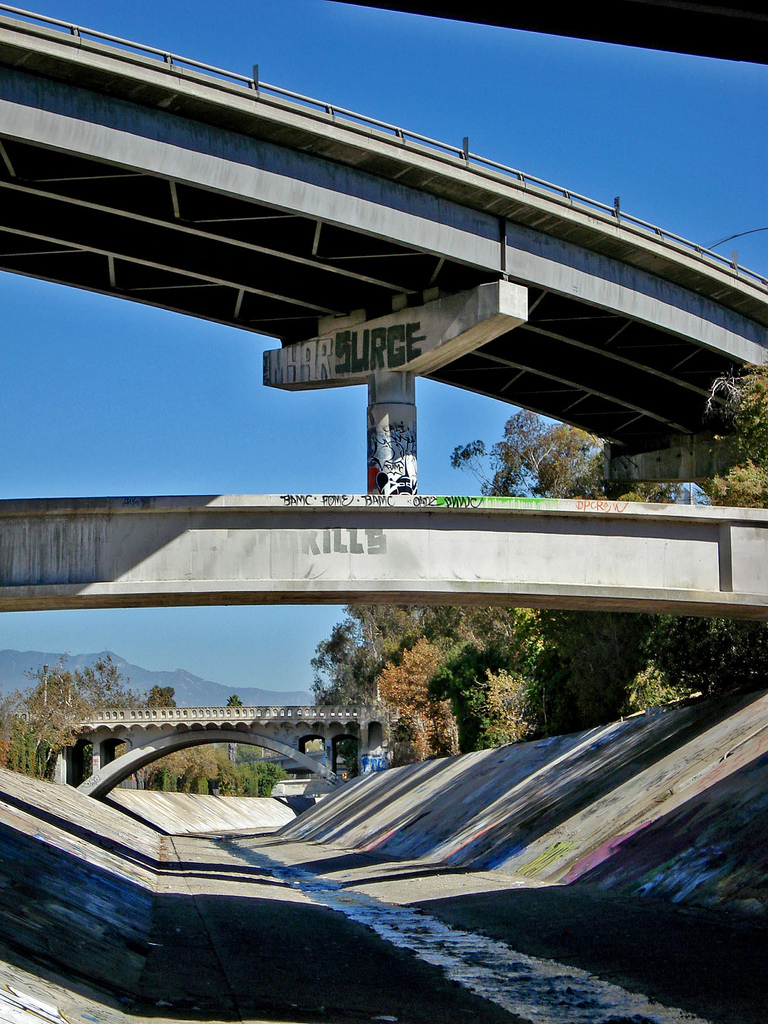
Canalisation de l'Arroyo Seco surplombé de voies élevées.

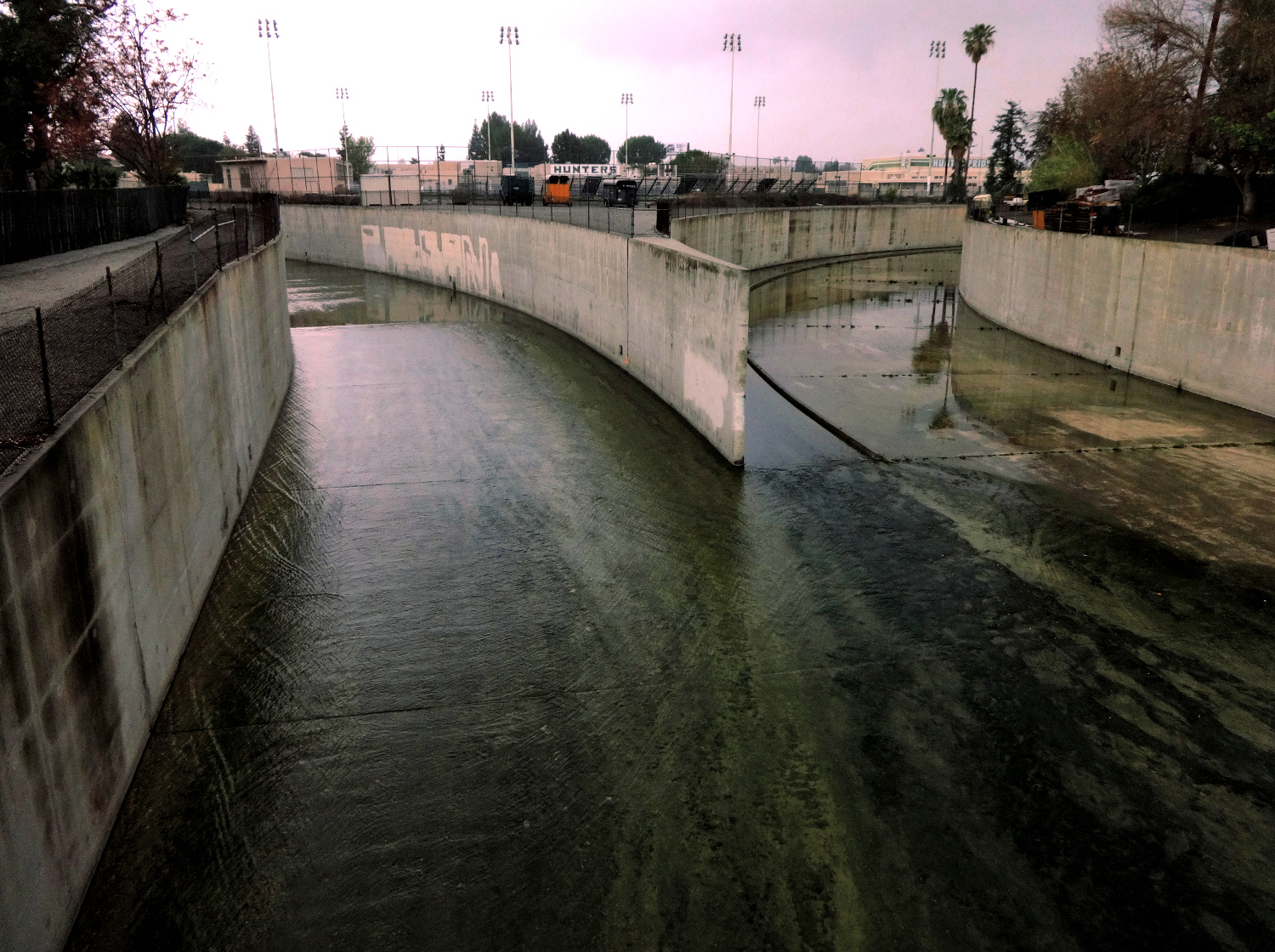
La rivière Los Angeles originant de la confluence du ruisseau Bell et de l'arroyo Calabasas.

L'Arroyo Seco, dans le comté de Los Angeles, et la rivière Los Angeles sont des exemples notoires, en Californie du Sud, d'anciens arroyos au cours saisonnier qui ont été canalisés dans un système construit et ouvert d'arroyos de drainage.

## Arroyos en Amérique latine
Les arroyos, aussi appelés quebradas dans quelques pays hispanoaméricains (Bolivie, Chili, Colombie, Costa Rica, Équateur, Honduras, Nicaragua, Panama, Pérou, Porto Rico, et Venezuela), sont en général non navigables, sauf pour les très petites embarcations et quand ils possèdent un débit de taille considérable. En certains pays d'Amérique du Sud (Argentine, Uruguay, Paraguay), quelques arroyos sont de véritables rivières qui peuvent devenir à très fort débit et même navigables.

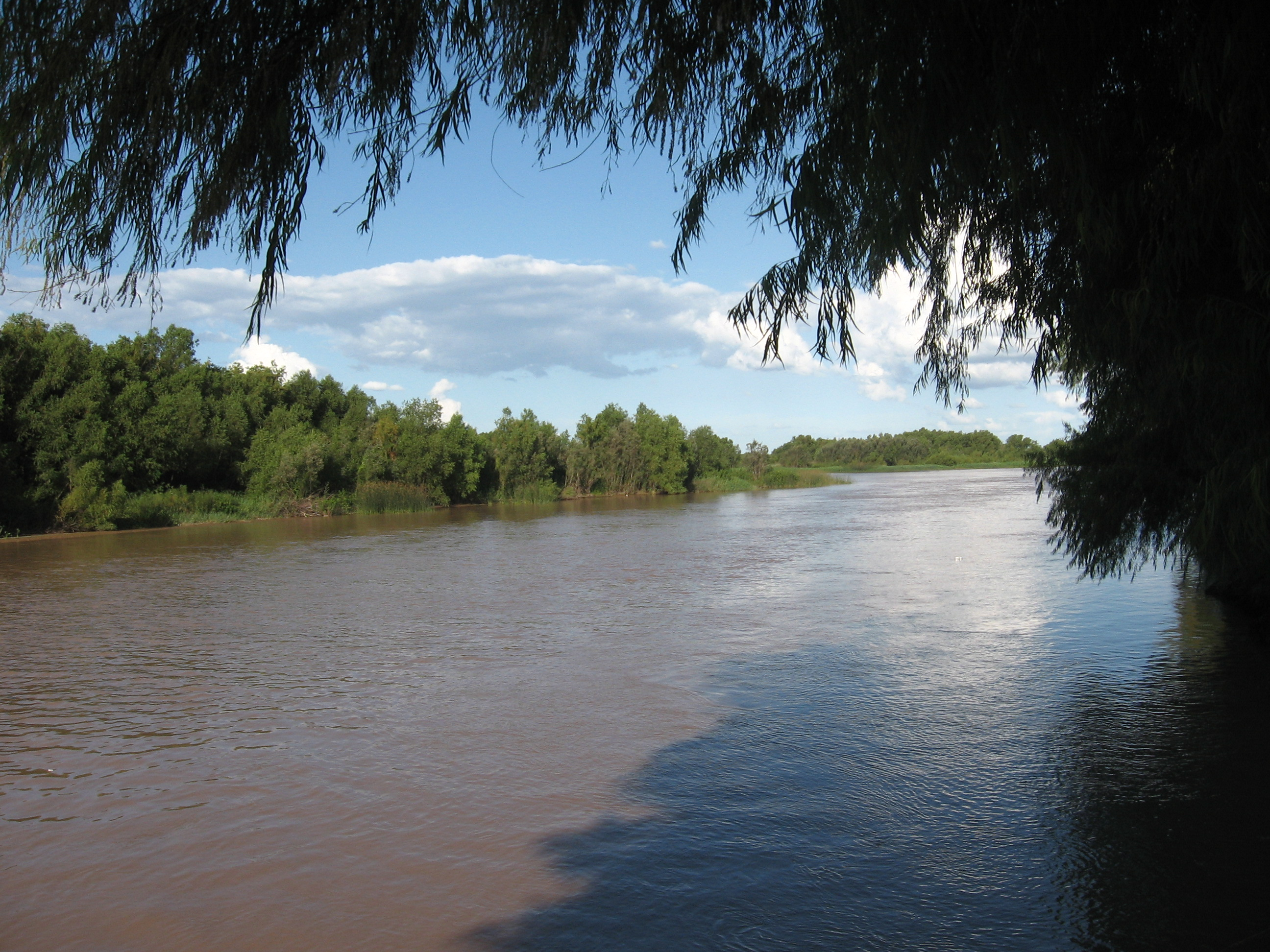
Arroyo affluent du fleuve Paraná, dans la municipalité de San Pedro, Argentine.

Aussi en Amérique du Sud et spécifiquement à Barranquilla s'appellent « arroyos » les courants d'eau précipités qui courent dans les rues de la ville, généralement à grande vitesse, rendant notablement difficile la mobilité et réduisant la sécurité des passants. « À Barranquilla, en raison de l'absence de système adéquat de drainage des eaux pluviales, les rues accomplissent la fonction d'égout pluvial de surface et, en saison de pluies, il s'y forme de forts courants d'eau appelés arroyos. Les arroyos de la ville occasionnent des inondations, des pertes de vies humaines, des dégâts dans l'infrastructure urbaine et le réseau de services publics, des dommages environnementaux, la paralysie de l'activité commerciale, industrielle et éducative, de même que du transport urbain, et une détérioration de la santé publique,. »
D'autre part, un gué (d'arroyo) est un endroit où l'arroyo est si peu profond  qu'il peut se traverser à pied ou servir pour la baignade. Ces gués s'appellent baños (bains), bañaderos (baignoire) ou balnearios (station balnéaire) dans quelques pays d'Amérique du Sud, comme la Colombie.